# Гільдендорфська волость
Гільдендорфська волость — історична адміністративно-територіальна одиниця Одеського повіту Херсонської губернії.
Станом на 1886 рік складалася з єдиного поселення, єдиної сільської громади. Населення — 1549 осіб (794 чоловічої статі та 755 — жіночої), 101 дворове господарство.
|                     | Площа, десятин | У тому числі орної, дес. |
| ------------------- | -------------- | ------------------------ |
| Сільських громад    | 5124           | 3001                     |
| Приватної власності | —              | —                        |
| Казенної власності  | —              | —                        |
| Іншої власності     | —              | —                        |
| Загалом             | 5124           | 3001                     |

Єдине поселення волості:
- Гільдендорф — колонія німців при річці Куяльник за 18 верст від повітового міста, 1549 осіб, 201 двір, молитовний будинок, школа, 3 лавки.